# Boureye
Ne doit pas être confondu avec Boureye-Longondjou.
Boureye est une localité située dans le département de Dori de la province du Séno dans région Sahel au Burkina Faso.